# Brianna Hildebrand
Brianna Hildebrand (College Station, 1996 augusztus 14. –) amerikai színésznő.

## Filmográfia
- 2015: Prizma (Prism) ... Julia
- 2016: Első lány akit szerettem (First Girl I Loved) ... Sasha
- 2016: Deadpool ... Negasonic Teenage Warhead
- 2017: Tragédia lányok (Tragedy Girls) ... Sadie Cunningham
- 2017: Az ördögűző (The Exorcist) ... Verity
- 2018: Deadpool 2. ... Negasonic Teenage Warhead
- 2019: Love Daily ... 	Lizzie
- 2019–20: Csecsebecsék (Trinkets) ... Elodie Davis
- 2019: Ne játssz a tűzzel (Playing with Fire) ... Brynn
- 2020: Csenevész (Runt) ... Gabriella
- 2021: Lucifer az Újvilágban (Lucifer) ... Aurora "Rory" Decker-Morningstar
- 2022: Az Időkapszula (The Time Capsule) ... Elise
- 2024: Deadpool & Rozsomák (Deadpool & Wolverine) ... Negasonic Teenage Warhead